# Степанюк, Михаил Иванович
Михаил Иванович Степанюк (укр. Михайло Іванович Степанюк; 21 ноября 1921, Олино, Сумский уезд, Харьковская губерния, УССР — 6 января 1996, Бердичев, Житомирская область, Украина) — украинский советский писатель и поэт, член Союза писателей УССР (1983) и Союза писателей СССР. Участник Великой Отечественной войны, старший лейтенант.

## Биография
Родился в многодетной крестьянской семье. Рано остался без отца, некоторое время учился в интернате Воздвиженской семилетки, затем его увезла родная тётя в город Глухов. Окончив в 1937 году Глуховскую десятилетку, успешно сдал экзамены в Брянский институт лесного хозяйства. С началом Великой Отечественной войны записался добровольцем в народное ополчение, учился в военном училище. Воевал командиром пулемётного взвода, а впоследствии командиром разведки отдельного стрелкового батальона. В боях ранен, по выздоровлению как нестроевой офицер служил в Гороховском районном военкомате инструктором, начальником 4-го отдела. Демобилизовавшись после окончания войны, работал помощником лесничего.
Окончив в 1948 году с отличием Брянский институт лесного хозяйства, получил направление в город Арциз на должность начальника питомника системы живой защиты Одесско-Кишинёвской железной дороги. Здесь женился на Тамаре Ивановне, с которой прожил всю жизнь и воспитал сына Владимира и дочь Евгению. Работал начальником питомника производственного участка, который снабжал материалом лесозащитные насаждения вдоль железных дорог. С 1953 года с семьёй проживал в Бердичеве, работал инженером на железной дороге в системе защитных лесонасаждений, занимал должность начальника питомника, производственного участка, дистанции защитных лесонасаждений. Тысячи гектаров леса, миллионы деревьев с его участием и руководством насажены и выращены.
Разработка и строительство парка водолечебницы в городе Хмельник. По его разработкам на месте беспорядочных зарослей и буераках площадью более двадцати гектаров были устроены пляж, мостики через искусственные арки, лодочная станция, поляны, беседки, фонтаны, скульптуры. Было высажено более 200 000 деревьев и кустарников, зацвели 1000 роз, более 150 тысяч цветов.
В 1955 году по совету еврейского советского писателя И. Ш. Фаликмана посылает на конкурс газеты «Гудок» первое прозаическое произведение — рассказ «Квартирант», и становится победителем конкурса. В печати появляются один за другим рассказы автора, а впоследствии повесть «Аисты». В 1965 году издательство «Радянський письменник» печатает повесть «Перекатиполе», рецензию на произведение написал В. А. Миняйло, который и рекомендовал автора в Союз писателей. В 1993 году в издательстве «Лёнок» вышел поэтический сборник «Ревнивец», там же в 1994 году вышла повесть «Война на реках» — воспоминания военного понтонера Осадчука. Выступил в качестве соавтора, сделал литературную запись книги. Роман «Разводница», который должен был выйти в начале 1995 года, так и не увидел свет.

## Публикации
- Аисты (1956);
- Перекотиполе (1965);
- Пульс (1965);
- Живий захист (1965);
- Мільйонер (1965);
- Накувала зозуля (1986);
- Ревнивець (1993);
- Війна на ріках (1994).

## Память
- Мемориальная доска в Бердичеве в честь 75-летия со дня рождения писателя, по улице Белопольской, 6, где он жил и работал в 1953—1986 годах.
- В честь писателя в Бердичеве переименован переулок Белопольский в переулок Степанюка.